# Hôpital franco-vietnamien d'Hô Chi Minh-Ville
L'hôpital franco-vietnamien (vietnamien : Bệnh viện Pháp Việt) est l'un des principaux hôpitaux d'Hô Chi Minh-Ville au Viêt Nam.
Il est  situé dans le  7e arrondissement.

## Présentation
Fondé en 2003 par un groupe de médecins français, l'hôpital compte 150 médecins à plein temps, 1 000 employés, assurant un demi-million de visites médicales par an. 
Les patients viennent du monde entier. 
L'association FVH Medicine Vietnam a été créée pour offrir des soins médicaux gratuits aux enfants nécessitant une intervention chirurgicale,,,,,,.  
L'hôpital franco-vietnamien est réputé pour ses service d'oncologie , d'obstétrique et gynécologie , de pédiatrie , d'ophtalmologie , de gastro-entérologie  et hépatologie  et de radiologie médicale.

## Formation médicale
L'hôpital a ouvert des programmes d'internat et de bourses. 
Des étudiants de licence en médecine et chirurgie et de doctorat en médecine de différentes pays ont postulé pour faire leur internat à l'hôpital. 
Beaucoup d'entre eux viennent de l'Imperial College de Londres, de l'université de Warwick, de l'université de Californie à Los Angeles, de l'université Yale, de l'université Stanford, de la Harvard Medical School, de l'université de Californie à Irvine, de l'université d'Australie-Occidentale, de l'université de Nouvelle-Galles du Sud, de l'université Monash et université nationale de Singapour.